# Gian Ferdinando Tomaselli
Gian Ferdinando Tomaselli (ur. 29 kwietnia 1876 w Salò, zm. 15 lipca 1944 w Selvino) – włoski kolarz torowy.

## Kariera
Pierwszy sukces w karierze Gian Ferdinando Tomaselli osiągnął w 1897 roku, kiedy zwyciężył w sprincie zawodowców podczas torowych mistrzostw kraju. W tej samej konkurencji zdobył również złoty medal mistrzostw Włoch w 1899 roku. W 1899 roku zwyciężył również w Grand Prix Paryża oraz GP de l´UVF. Na rozgrywanych rok później mistrzostwach świata w Paryżu wspólnie z Holendrem Harriem Meyersem zwyciężył w wyścigu tandemów, była to jednak konkurencja nieoficjalna. Nigdy nie wystąpił na igrzyskach olimpijskich.